# Landschaftsschutzgebiet Siekbach (Bad Salzuflen)
Das Landschaftsschutzgebiet Siekbach mit etwa 5,1 Hektar Flächengröße liegt an der Stadtgrenze von Bad Salzuflen im Ortsteil Wülfer-Bexten. Es wurde mit dem Landschaftsplan „Bad Salzuflen“ durch den Kreistag des Kreises Lippe als Landschaftsschutzgebiet (LSG) ausgewiesen.

## Beschreibung
Das LSG umfasst den Unterlauf des Siekbaches bis kurz vor dessen Einmündung in die Werre. Der Siekbach bildet die Grenze zwischen dem Stadtgebiet Bad Salzuflen und der Gemeinde Leopoldshöhe. Bei dem Landschaftsschutzgebiet handelt es sich um einen Sohltalbereich mit teilweise nur noch schwach ausgeprägten Randstufen. Der Bach verläuft überwiegend naturnah mit bachbegleitenden Ufergehölzen und angrenzenden Grünlandflächen. Das Ufergehölz besteht zum Teil aus Eichen und Erlen. Teilweise säumen Pappelreihen den Bach.

## Schutzzwecke für das LSG
Laut Landschaftsplan erfolgte die Ausweisung des LSG:
- „zur Erhaltung und Wiederherstellung der Leistungsfähigkeit des Naturhaushaltes in ökologisch besonders wertvoll strukturierten Bereichen mit Wasser-, Klima- und Biotopschutzfunktionen,“
- „zur Erhaltung und Wiederherstellung von Quellbereichen und naturnahen Fließgewässern, Wald- und Grünlandbereichen unterschiedlicher Feuchtestufen, Feldgehölzen, Hecken und Obstwiesen,“
- „zur Erhaltung morphologisch ausgeprägter Bereiche zur Sicherung der landschaftlichen Eigenart und Vielfalt für die Erholung,“
- „zur Erhaltung wertvoller Biotopkomplexe aus Wald-Grünlandbereichen, Fließgewässern und Quellen sowie Biotopen nach § 62 LG mit wichtigen Refugial-, Puffer-, Trittstein- und Vernetzungsfunktionen,“
- „zur Erhaltung und Wiederherstellung wichtiger Rückzugsräume für die bedrohte Tier- und Pflanzenwelt,“
- „zur Sicherung der das Orts- und Landschaftsbild gliedernden und belebenden und die dörflichen Siedlungsstrukturen prägenden Freiraumelemente.“[1]

## Rechtliche Vorschriften
Im Landschaftsschutzgebiet ist unter anderem das Errichten von Bauten verboten. Grün- und Brachland darf nicht in eine andere Nutzungsart umgewandelt oder umgebrochen werden.